# Riccardia sinuata
Riccardia sinuata là một loài rêu trong họ Aneuraceae. Loài này được Hook. Trevis. mô tả khoa học đầu tiên năm 1877.